# ГЕС Greenup
ГЕС Greenup — гідроелектростанція на межі штатів Кентуккі і Огайо (Сполучені Штати Америки). Знаходячись між ГЕС Racine (48 МВт, вище за течією) та ГЕС Meldahl, входить до складу каскаду на річці Огайо, великій лівій притоці Міссісіпі (басейн Мексиканської затоки). При цьому існують плани обладнання гідрогенеруючими потужностями греблі Robert C. Byrd, яка розташована між Racine та Greenup.
На початку 1960-х річку перекрили бетонною греблею довжиною 392 метри, яка включає судноплавні шлюзи з розмірами камер 366х34 метри та 183х34 метри. Вона також утримує витягнуте по долині Огайо на 99 км водосховище з площею поверхні 45,3 км2, при цьому рівень у верхньому та нижньому б’єфі знаходиться на позначках 157 та 148 метрів НРМ відповідно.
У 1982 році комплекс доповнили інтегрованим у греблю машинним залом з трьома бульбовими турбінами загальною потужністю 70,2 МВт. При напорі у 9 метрів вони забезпечують виробництво 282 млн кВт-год електроенергії на рік.